# Sublimi maestri perfetti
Sublimi maestri perfetti fu una società segreta operante in Italia settentrionale nella prima metà del XIX secolo ad opera di alcuni massoni che avevano dato origine in precedenza all'organizzazione detta Adelfia (o anche Filadelfia) e di elementi provenienti dalla Carboneria.
La denominazione di tale società è di ispirazione massonica in quanto è la fusione delle denominazione di due gradi massonici: quello di "maestri perfetti" e quello di "sublimi muratori".

## Storia
Sebbene le notizie sulle origini siano frammentarie, la fondazione della società viene fatta risalire al 1818 ad Alessandria ad opera di Filippo Buonarroti .
Le finalità che la società si riproponeva erano quelle di coordinare le azioni delle varie società segrete che venivano formandosi al tempo nel contesto del Risorgimento tra Piemonte e Lombardia, fra cui la Federazione Italiana guidata dal conte Federico Confalonieri, partecipando anche ai moti del 1821.